# Mirafra javanica
La alondra de Java (Mirafra javanica) es una especie de ave paseriforme de la familia Alaudidae. Está ampliamente distribuida en Asia y Oceanía, encontrándose en Australia, Camboya, China, Indonesia, Laos, Birmania, Papua Nueva Guinea, Filipinas, Tailandia, Timor Oriental y Vietnam.

## Subespecies
Se reconocen las siguientes subespecies:
- Mirafra javanica williamsoni
- Mirafra javanica philippinensis
- Mirafra javanica mindanensis
- Mirafra javanica javanica
- Mirafra javanica parva
- Mirafra javanica timorensis
- Mirafra javanica aliena
- Mirafra javanica woodwardi
- Mirafra javanica halli
- Mirafra javanica forresti
- Mirafra javanica melvillensis
- Mirafra javanica soderbergi
- Mirafra javanica rufescens
- Mirafra javanica athertonensis
- Mirafra javanica horsfieldii
- Mirafra javanica secunda